# 大塘镇 (荔浦市)
大塘镇，是中华人民共和国广西壮族自治区桂林市荔浦市下辖的一个乡镇级行政单位。

## 行政区划
大塘镇下辖以下地区：
大塘社区、花岗村、苏结村、绥福村、大莫村、盘村、古屯村、庆华村、西隆村、兰洞村、富德村和高岸村。